# Wolodymyr Mitin
Wolodymyr Oleksandrowytsch Mitin (ukrainisch: Володимир Олександрович Мітін; russisch Влади́мир Алекса́ндрович Ми́тин; * 1937) ist ein ehemaliger sowjetischer Radrennfahrer und nationaler Meister im Radsport.

## Sportliche Laufbahn
Mitin stammt aus der Ukraine und war im Bahnradsport aktiv. Er war Teilnehmer der Olympischen Sommerspiele 1956 in Melbourne für die Sowjetunion. In der Mannschaftsverfolgung wurde die Sowjetunion mit Wolodymyr Mitin auf dem 5. Rang klassiert. In den 1950er Jahren war er Mitglied der Bahnnationalmannschaft und erreichte mehrere Podiumsplätze bei den Bahnmeisterschaften der Sowjetunion.